# تترای بوئنوس آیرس

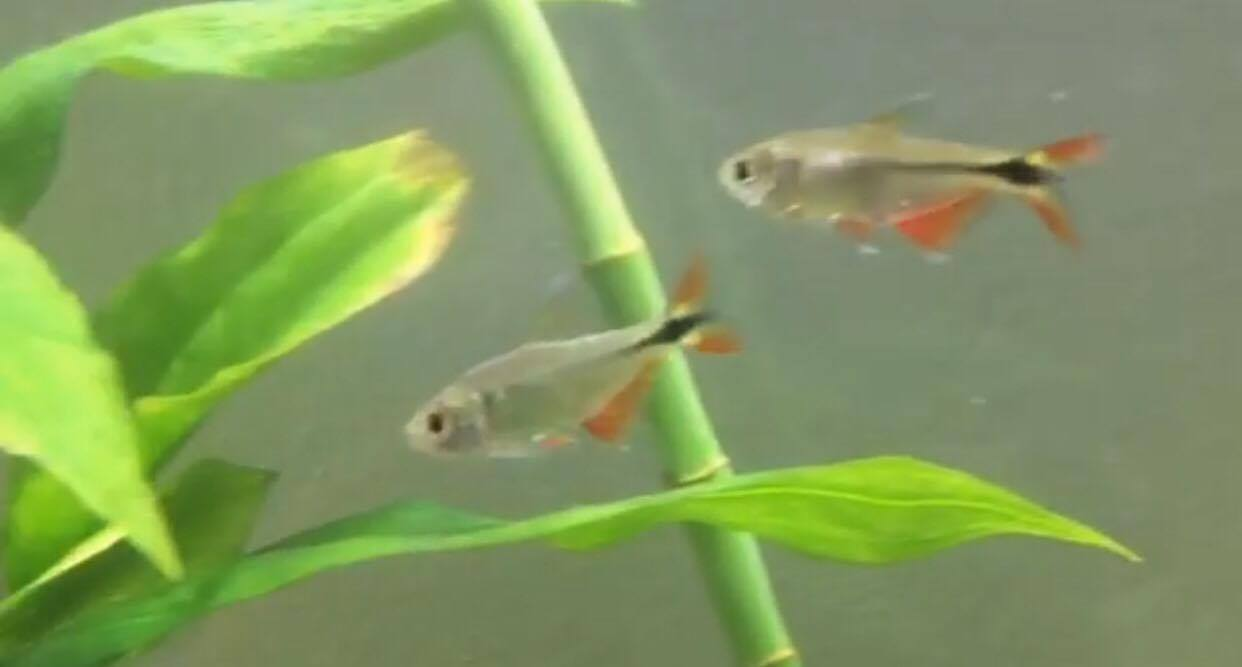
یک جفت تترای بوینس آیرس.

تترای بوئنوس آیرس (Hyphessobrycon anisitsi) گونه ای ماهی گرمسیری در آمریکای جنوبی است. اولین بار در طبیعت در سال ۱۹۰۷ توسط Carl H. Eigenmann مشاهده شد.

## ویژگی‌ها
تترای بوئنوس آیرس یک ماهی گرمسیری است، با رنگ نقره‌ای فلزی، دارای باله‌هایی با نوک قرمز و علامت سیاه روی باله پشتی. تترای بوئنوس آیرس یک ماهی مقاوم و برای شروع تازه‌کارها و علاقمندان به ماهی آکواریومی، گونه‌ای بسیار ایده‌آل است. این ماهی در مقایسه با سایر گونه‌ها، گونه‌ای نسبتاً بزرگ است و تا ۷٫۵ سانتی‌متر رشد می‌کند(۳ اینچ). آنها ۵ تا ۶ سال زندگی می‌کنند. رنگ نقره ای آن بسته به نحوه برخورد نور با ماهی، برجسته و نئونی زرق و برق دار دیده می‌شود. بالا و پایین باله دم به‌طور کلی قرمز است، همراه با باله شکم و مقعد. باله پشتی نیز ممکن است در انتهای آن دارای رنگ قرمز باشد. متمایزترین ویژگی آن ساقه دمی یا ناحیه اتصال بین دم و بقیه بدن است که دارای شکل صلیبی «متقاطع» سیاه و سفید است.

## مراجع
1. ↑  "Hyphessobrycon anisitsi – Buenos Aires Tetra (Hemigrammus caudovittatus, Hyphessobrycon erythrurus)". Seriously Fish (به انگلیسی). Retrieved 2017-05-31.
2. 1 2 3  Animal-World. "Buenos Aires Tetra". Animal World (به انگلیسی). Archived from the original on 16 May 2017. Retrieved 2017-05-31.